# Silver Spring
Silver Spring egy statisztikai település (CDP) az Egyesült Államok keleti partjának közelében, Maryland államban, Montgomery megyében, Washington DC közelében. A 2020-as népszámláláskor 81 015 lakossal rendelkezett, ezzel Marylandben az ötödik legnépesebb hely Baltimore, Columbia, Germantown és Waldorf után.
Itt található több szervezet, vállalat és hivatal székhelye, így :
- Nemzeti Óceán- és Légkörkutatási Hivatal (NOAA, National Oceanic and Atmospheric Administration)
- a Discovery Inc. médiavállalat,
- a Hetednapi Adventista Egyház világszervezete (General Conference of Seventh-day Adventists),[5]
- a Vallásos Nők Vezetői Konferenciája (LCWR, Leadership Conference of Women Religious) katolikus egyesülete,
- a közelében, White Oakban van  Az Egyesült Államok Élelmiszer- és Gyógyszerügyi Hivatala (ismert nevén FDA) központja.